# زاپرو دینف
زاپرو دینف (بلغاری: Запро Динев؛ زادهٔ ۲۵ سپتامبر ۱۹۹۹) بازیکن فوتبال اهل بلغارستان است.